# Lijst van voetbalinterlands Armenië - Griekenland (vrouwen)
Deze lijst van voetbalinterlands is een overzicht van alle officiële voetbalwedstrijden tussen de nationale vrouwenteams van Armenië en Griekenland. De landen hebben tot nu toe twee keer tegen elkaar gespeeld.

## Wedstrijden
| № | Plaats   | Datum           | Competitie           | Wedstrijd             | Uitslag |
| - | -------- | --------------- | -------------------- | --------------------- | ------- |
| 1 | Livadeia | 25 oktober 2003 | EK 2005 kwalificatie | Griekenland − Armenië | 7 − 0   |
| 2 | Thebe    | 28 oktober 2003 | EK 2005 kwalificatie | Griekenland − Armenië | 9 − 0   |

## Samenvatting
| Competitie      | Totaal gespeeld | Winst Armenië | Gelijk | Winst Griekenland | Doelsaldo Armenië – Griekenland |
| --------------- | --------------- | ------------- | ------ | ----------------- | ------------------------------- |
| EK-kwalificatie | 2               | 0             | 0      | 2                 | 0 − 16                          |
| Totaal          | 2               | 0             | 0      | 2                 | 0 − 16                          |